# Astrochalcis tuberculosus
Astrochalcis tuberculosus är en ormstjärneart som beskrevs av Jean Baptiste François René Koehler 1905. Astrochalcis tuberculosus ingår i släktet Astrochalcis och familjen medusahuvuden. Inga underarter finns listade i Catalogue of Life.